# Alan Arnell
Alan Arnell (Chichester, 25 de noviembre de 1933 - Chichester, 5 de mayo de 2013) fue un futbolista profesional inglés que jugaba en la demarcación de delantero.

## Biografía
Alan Arnell debutó en 1951 con el Worthing FC a la edad de 18 años, donde permaneció durante dos temporadas. Tras su estancia en el club fue fichado por el Liverpool FC, jugando durante ocho temporadas en las que participó en 69 partidos y marcando 33 goles. Posteriormente fue traspasado al Tranmere Rovers FC, jugando también para el Halifax Town AFC y el Runcorn FC Halton, donde se retiró en 1965 a los 32 años.
Falleció el 5 de mayo de 2013 a los 79 años de edad.

## Clubes
| Club               | País       | Año         |
| ------------------ | ---------- | ----------- |
| Worthing FC        | Inglaterra | 1951 - 1953 |
| Liverpool FC       | Inglaterra | 1953 - 1961 |
| Tranmere Rovers FC | Inglaterra | 1961 - 1963 |
| Halifax Town AFC   | Inglaterra | 1963 - 1964 |
| Runcorn FC Halton  | Inglaterra | 1964 - 1965 |